# Steen Vindum
Steen Vindum (født 5. september 1967) er en dansk politiker fra partiet Venstre. Fra 1. januar 2014- 31. december 2021 var han borgmester i Silkeborg Kommune Vindum blev første gang valgt ind i byrådet i Silkeborg ved valget i 2005. Han blev genvalgt den 21. november 2017 som borgmester i Silkeborg Kommune. Til dette kommunalvalg fik Venstre 32,8% af stemmerne. SF, R, og Å pegede på Steen Vindum som borgmester, og han fik dermed de nødvendige mandater til at fortsætte på posten.